# Ködkamra

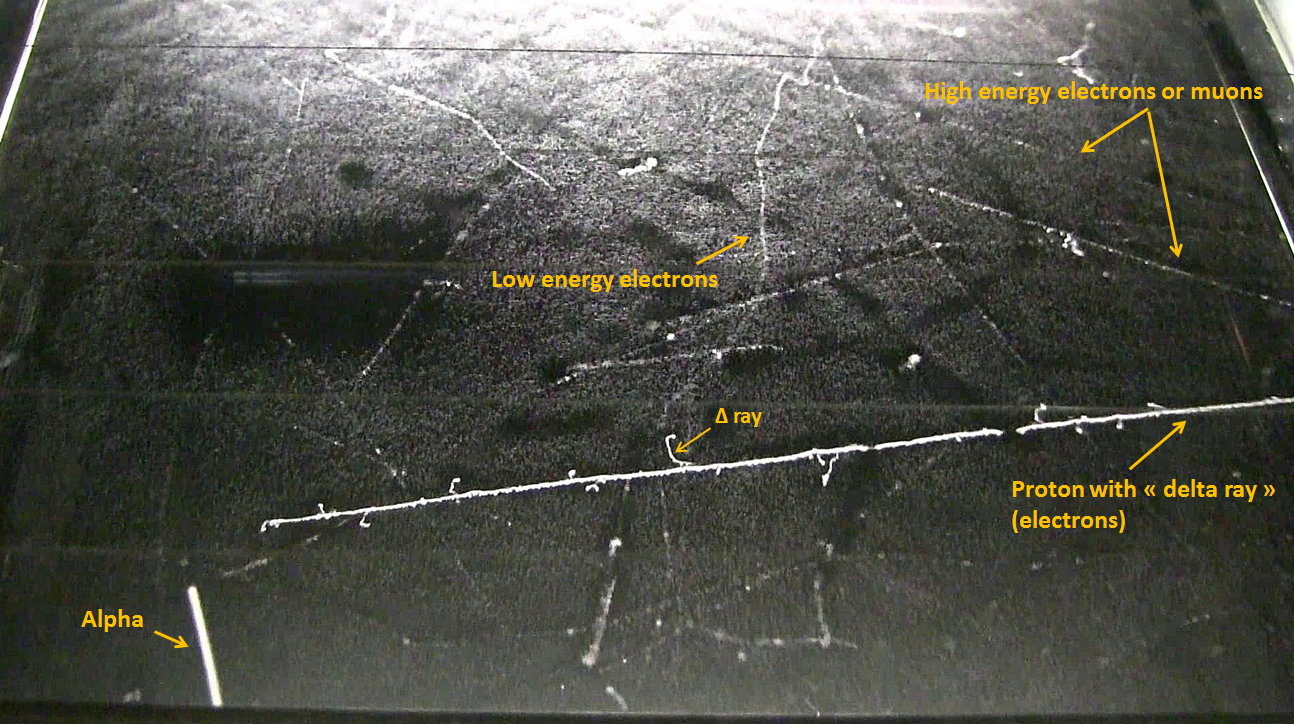
A ködkamrában látható nyomvonalak értelmezése

A diffúziós ködkamra (másképpen Wilson-kamra) ionizáló sugárzások, töltött részecskék nyomát képes megmutatni. A kamrában jellemzően izopropil-alkohol-gőz található, amely a részecskék által keltett ionokon kicsapódik (kondenzálódik). A jelenség ugyanaz, mint a repülőgépek kondenzcsíkjánál.
Ez egy gyors folyamat, ezért nagysebességű fényképezőgéppel fényképezik a kamrát. Ezenfelül, ha az egész kamrát erős mágneses térbe helyezik, akkor az elektromosan töltött részecskék töltését, annak előjelét, valamint impulzusát is meg lehet határozni (a pályájuk görbületéből).
Charles Thomson Rees Wilson (1869–1959) skót fizikus fejlesztette ki. Wilson (Arthur Comptonnal megosztva) kapott fizikai Nobel-díjat 1927-ben a ködkamrával kapcsolatos munkájáért.
Később Patrick Maynard Stuart Blackett (Egyesült Királyság) továbbfejlesztette, amiért 1948-ban szintén Nobel díjat kapott a Wilson-féle ködkamra továbbfejlesztéséért, és az ezzel történő felfedezéseiért a magfizika és a kozmikus sugárzás terén.